# Blediotrogus
Blediotrogus is een geslacht van kevers uit de familie van de kortschildkevers (Staphylinidae).

## Soorten
- Blediotrogus cordicollis (Broun, 1907)
- Blediotrogus cribricollis Fauvel, 1900
- Blediotrogus fauveli (Bernhauer & Schubert, 1911)
- Blediotrogus guttiger Sharp, 1900